# Wally Moes
Wilhelmina Walburga Moes, conocida como Wally Moes (Ámsterdam, 16 de octubre de 1856 – Laren, 6 de noviembre de 1918) fue una pintora de género y escritora neerlandesa.

## Biografía
Moes estudió en la Rijksacademie voor Beeldende Kunsten en Ámsterdam y continuó recibiendo lecciones del pintor August Allebé en la «clase de señoras», junto con las alumnas Arina Hugenholtz, Alida Loder y Antoinette Zimmerman. En 1878 abandonó junto con otras alumnas después de que su petición para despedir a algunos profesores se hubo denegado. Regresó en 1880 cuándo Allebé fue nombrado director. Con el que continuó sus buenas relaciones y mantuvieron correspondencia después de su graduación.
En el verano de 1880 Moes conoció a la pintora de retratos Thérèse Schwartze quién le presentó a sus amigos y clientes. Después de una breve estancia en Alemania regresó a Ámsterdam y se graduó oficialmente en 1884. En este mismo año viajó con Thérèse a París donde trabajaron en obras para presentarlas en el Salón de París. Una de sus pinturas fue aceptada y se la colocaron muy alta arriba de una pared. En mayo las pintoras regresaron a Ámsterdam y Moes montó su propio taller en la casa de su madre. Ese mismo verano se fue a la colonia de arte en Laren por primera vez dónde conoció a los pintores Anton Mauve, Max Liebermann y Jan Veth.
A pesar de no ser grabadora recibió una invitación en 1885 para presentar obra en el recién formado Club Holandés Etcher, donde realizó un aguafuerte durante varios años para su revista anual. En este periodo se convirtió en miembro del Arti et Amicitiae y vendió una pintura al Museo Boymans Van Beuningen.
En 1898 se trasladó a Laren donde vivió en el Hotel Hamdorff, un sitio de encuentro para artistas. En 1908 tuvo que abandonar debido a su enfermedad de artritis y dejó de pintar, empezando a escribir historias. Sus décadas de trabajo especializada en escenas diarias de la gente de Laren le ganaron un lugar en la historia de la ciudad. Un premio local para el trabajo de voluntario lleva su nombre.
Moes falleció en Laren. Su autobiografía no fue publicada hasta el año 1961.

## Galería

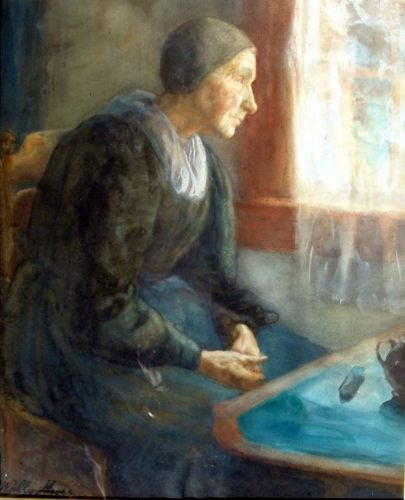
Figura en la ventana.
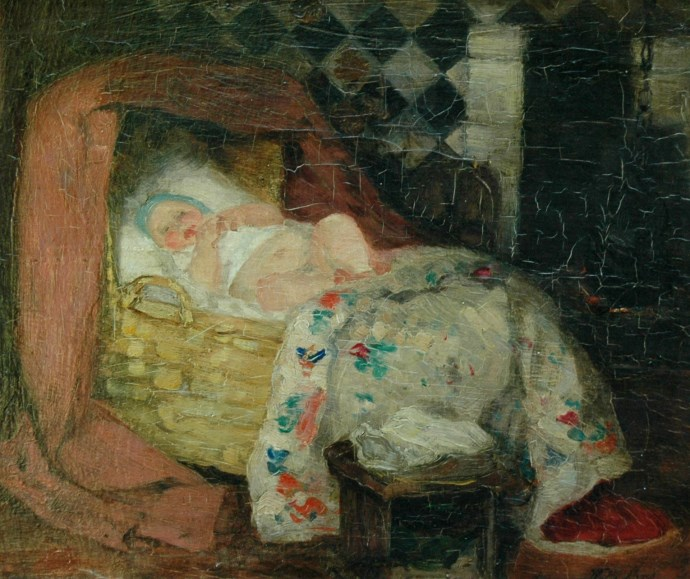
Interior con bebé en un moisés.
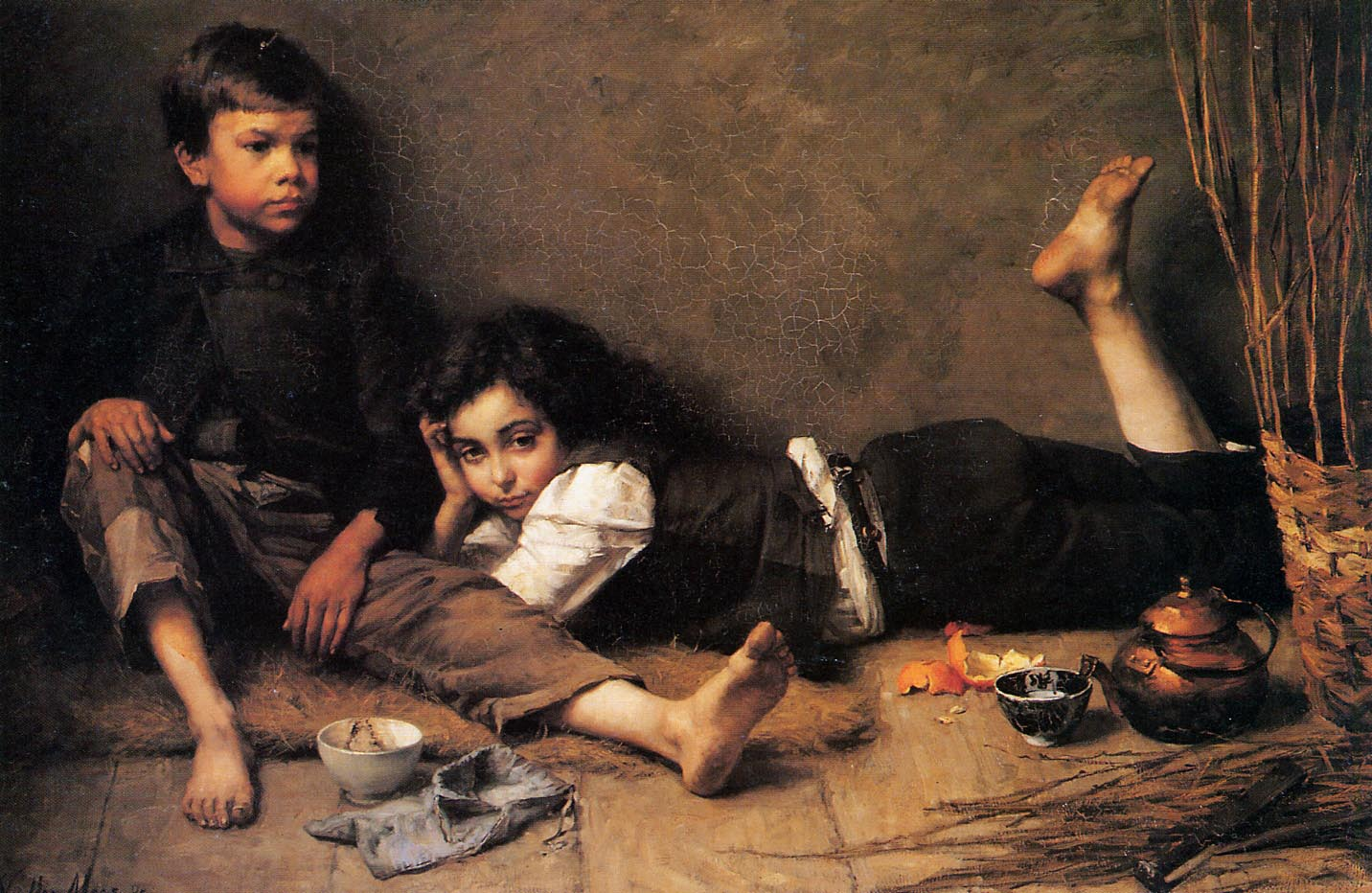
Hora del almuerzo.
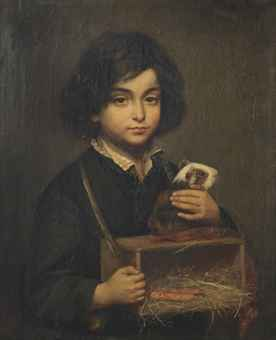
Niño con cobaya y su caja.